# چاقو در قلب
چاقو در قلب (به فرانسوی: Un Couteau Dans Le Cœur) نام یک فیلم درام ترسناک و فرانسوی به کارگردانی یان گونزالس محصول ۲۰۱۸ است. این فیلم توسط چارلز گیلیبرت تهیه شده‌استونسا پارادی، نیکلاس ماری و رومن بورنژه بازیگرانی هستند که در این فیلم به ایفای پرداخته‌اند.این فیلم برای رقابت درکسب نخل طلا هفتاد و یکمین جشنواره فیلم کن انتخاب شد.

## داستان
مردی جوانی در یک کلوب شبانه می‌رقصد، مردی را می‌بیند که یک نقاب چرمی به صورت اش دارد و با او به یک اتاق می‌رود تا با هم رابطه جنسی برقرار کنند. سپس مرد نقاب‌دار او را به تخت می‌بندد و دیلدو به تیغه کیلید می‌کشد. در تابستان ۱۹۷۹ یک کارگردان پورنوگرافی همجنسگرایان به نام آن پارز، در پاریس زندگی می‌کند، توسط دوست دختر و سردبیرش، لوئیس رها می‌شود. بهترین بازیگر و دوست آن، آرچیبالد در تلاش است تا در حین فیلمبرداری فیلم بعدی آن، محیط خوبی را برای بازیگران حفظ کند. پس از تماس و بازجویی توسط پلیس، مشخص می‌شود که مرد جوان از ابتدا، کارل، در بسیاری از فیلم‌های آن بازی کرده‌است. مرگ کارل، آن را مجبور می‌کند تا به دنبال یک بازیگر دیگر بیفتد. آنه پارز با یک معدنچی جوانی به نام نانس آشنا می‌شود که علیرغم اینکه دگرجنسگرا است موافقت می‌کند در فیلم آینده اش بازی کند. آنه تصمیم می‌گیرد موضوع فیلم را دربارهٔ قتل کارل بگذارد و نام فیلم Anal Fury V (آنال فوری وی) گذاشته می‌شود. بعداً قاتل تیری، یکی دیگر از بازیگران فیلم را که در حال تزریق هروئین بود، می‌کشد. اکنون تمام استودیو از قتل‌ها و ناکامی پلیس در محافظت از آنها می‌ترسند. هنوز هم اعتماد به نفس آنه، چهار بازیگر دیگر را برای ادامه فیلمبرداری فیلم استخدام می‌کند، که اکنون عنوان فیلم Homocidal (هوموکیدال، به معنای قتل) گذاشته شد. خدمه‌ها موفق می‌شوند فیلم را به پایان برسانند و با یک پیک نیک در جنگل جشن بگیرند. در طول پیک نیک، لوئیس از آن بازدید می‌کند تا سعی کند رابطه آنها را آشتی دهد، اما طوفان آنها را قطع می‌کند. در همین حین، میسیا، بازیگر دیگر، در جنگل گم می‌شود و توسط قاتل نقابدار به قتل می‌رسد. در حالتی شیدایی، آنه، لوئیس را تعقیب می‌کند و او را مورد تجاوز جنسی قرار می‌دهد. لوئیس فرار می‌کند و آن را عمیقاً ویران می‌کند. پس از سه مرگ دیگر، آن تلاش می‌کند تا پلیس را متقاعد کند که از آنها محافظت کند، اما آنها او را اخراج می‌کنند. با این حال، یک افسر سرنخی به او می‌دهد: در هر صحنه جنایت، یک پر کلاغ در کنار جسد پیدا می‌شد. آنه برای کسب اطلاعات بیشتر در مورد پَر با یک فروشگاه حیوانات خانگی تماس می‌گیرد و به او می‌گویند که این پر متعلق به گونه ای از کلاغ کور است. آنه به شهر کوچکی سفر می‌کند که جنگل آن گونه‌ها را در خود جای داده. او در جنگل، گورستانی را می‌بیند که زنی تنها و غمگین است. زن داستان پسرش گای فاور را به آنه می‌گوید که با دوستش که نامش هیچام بوده، رابطه پنهانی داشت. پس از اینکه این زوج در یک انبار رابطه جنسی داشتند، پدر گای آنها را پیدا می‌کند. سپس هیچام را می‌کشد و انباری را آتش می‌زند. گای موفق شد از آتش‌سوزی زنده بماند اما ظاهرش بد شده‌بود. آنه در آن شب تکه بریده‌ای از روزنامه قتل گای را به دستش می‌رسد. و به گروه می‌گوید فیلم‌برداری را ادامه دهند و در همین حال لوییس در حال ویرایش فیلم است که گاهی را می‌بیند. در زمان فیلم‌برداری، فیلم پیشرفتی چندانی نکرد و در همین حین گای سعی می‌کنند لوییس را بکشد اما لوییس فرار می‌کند که در راه، چاقو گای به قلبش می‌خورد، در یک اتاق تاریک گای نانس را گیر می‌اندازد و سعی می‌کند به دلیل شباهت فیزیکی نانس و هیچام، سعی می‌کند نانس را مورد تجاوز قرار دهد. در یک فلش بک داستان عاشقانه و غم‌انگیز گای و هیچام به یاد می‌آید: کلاغ کوری که پس از آتش‌سوزی، گای را زنده می‌کند. او دچار فراموشی شده و به پاریس می‌رود. خشم گای بعد از دیدن فیلم برانگیخت. فیلم با آخرین فیلم‌برداری اش توسط آنه و آشتی با روح لوییس به پایان می‌رسد.